# Československý pohár v cyklokrosu 1981/1982
Československý pohár v cyklokrosu 1981/82 byla série cyklokrosových závodů v Československu v sezoně 1981-1982.
Posledním závodem poháru bylo mistrovství Československa v Ml. Boleslavi.

## Celkové bodování

### Jednotlivci
| Poř.             | Jméno             | Body |
| Zlatá medaile    | Petr Klouček      | 327  |
| Stříbrná medaile | František Klouček | 311  |
| Bronzová medaile | Ocásek            | 288  |
| 4                | Ladislav Šulc     | 285  |
| 5                | Stanislav Bambula | 271  |
| 6                | Radovan Hrubý     | 266  |

### Družstva
| Poř.             | Jméno               | Body |
| Zlatá medaile    | AŠ Mladá Boleslav   | 1060 |
| Stříbrná medaile | Jiskra Kolín        | 691  |
| Bronzová medaile | Dukla Praha         | 519  |
| 4                | Dukla Český Krumlov | 457  |
| 5                | Lokomotiva Krnov    | 362  |
| 6                | Jiskra Otrokovice   | 288  |